# Vuelta a España 2009
Vuelta a España 2009 byl 64. ročník závodu, jenž probíhal v Nizomesku, Belgii a Španělsku od 29. srpna do 20. září. V závodě zvítězil Alejandro Valverde, druhý skončil Samuel Sánchez a třetí Cadel Evans.